# Allgemeine Deutsche Biographie
Allgemeine Deutsche Biographie (ADB) es una de las obras más importantes y extensas de referencia biográfica en lengua alemana.

## Historia
Fue publicada por la comisión histórica de la Academia de Ciencias de Baviera entre 1875 y 1912 con 56 volúmenes impresos en Leipzig por la Duncker & Humblot. El ADB contienen biografías de aproximadamente 26 500 personas que murieron antes de 1900 y vivieron en países de lengua alemana, incluyendo personas de los Países Bajos hasta 1648.
Su sucesora, la Neue Deutsche Biographie, fue iniciada en 1953 y estará completa en 2020 con 28 volúmenes.